# Afranthidium folliculosum
Afranthidium folliculosum är en biart som först beskrevs av François du Buysson 1897.  Afranthidium folliculosum ingår i släktet Afranthidium och familjen buksamlarbin. Inga underarter finns listade i Catalogue of Life.